# DAMP-syndroom
Het DAMP-syndroom beschrijft een psychisch toestandsbeeld. Het is een afkorting die staat voor deficits in attention, motor control and perception (tekorten in de aandacht, bewegingssturing en waarneming). Het is een concept van professor Christopher Gillberg, een kinder- en jeugdpsychiater uit Zweden.
Het syndroom lijkt op het concept Minimal Brain Damage/dysfunction (MBD), later Attention Deficit Hyperactivity Disorder (ADHD) geheten, dat uit de jaren 1950 stamt en zich kenmerkt door gedragsproblemen, een moeizame motoriek en het moeilijker kunnen opnemen en verwerken van informatie. Doordat de term MBD zeker na de jaren 1990 niet meer voldeed is men gaan zoeken naar andere concepten en kwamen de termen ADHD en later ook Attention deficit disorder (ADD) en DAMP-syndroom naar voren. Het artikel dat Gillberg schreef over het DAMP-syndroom concept dateert van 1986. DAMP suggereert niet een specifieke oorzaak zoals 'minimal brain damage/dysfunction' dat wel deed.
Er kwam al vrij snel kritiek op de term DAMP omdat de omschrijving te vaag zou zijn. De grenzen tussen DAMP en gedragsstoornissen en DAMP en ADHD zouden niet duidelijk zijn. Daarbij zou de diagnose niet eenduidig te stellen zijn en weinig aanknopingspunten voor behandeling geven.
In 2003 heeft Gillberg de omschrijving gewijzigd, het DAMP-syndroom sindsdien te voldoen aan de volgende criteria:
- ADHD zoals omschreven in het DSM-IV
- Dyspraxie of Developmental co-ordination disorder ('onhandigheid', niet alleen motorisch maar ook bijvoorbeeld in lezen)
- De toestand wordt niet veroorzaakt door hersenverlamming (cerebrale parese, in het Engels cerebral palsy)
- Het IQ moet hoger zijn dan ruwweg 50.